# Paul Graham
Paul Graham (* 13. listopad 1964 Weymouth, Anglie) je v Anglii narozený americký počítačový vědec, esejista, podnikatel, investor rizikového kapitálu a spisovatel. Je nejznámější svou prací na Lispu, spoluzaložením vlivného startupového akcelerátoru a firmy pro počáteční kapitál Y Combinator a spoluzaložením Viaweb (později Yahoo! Store).  Mezi společnosti, které financoval prostřednictvím Y Combinatoru, patří Airbnb, Coinbase, Cruise, DoorDash, Dropbox, Gusto, Instacart, PagerDuty, Reddit, Stripe a Twitch. Je autorem několika knih o programování, včetně On Lisp (1993), ANSI Common Lisp (1995) a Hackers & Painters (2004). Technologický novinář Steven Levy popsal Grahama jako „hackerského filozofa“.

## Život a vzdělání
Graham se narodil ve Weymouth, Dorset, Anglie. S rodinou se v roce 1968 přestěhoval do Pittsburghu v Pensylvánii, kde navštěvoval Gateway High School. Graham získal zájem o vědu a matematiku od svého otce, který byl jaderným fyzikem. Graham získal titul Bachelor of Arts z filozofie na Cornell University v roce 1986. Poté získal tituly Master of Science (1988) a PhD (1990) v oboru počítačových věd na Harvard University. Graham také studoval výtvarné umění a malbu na Rhode Island School of Design a na Accademia di Belle Arti ve Florencii.

## Kariéra

### Viaweb
V roce 1995 Graham a Robert Morris spoluzaložili Viaweb, prvního poskytovatele aplikačních služeb (ASP). Software Viawebu, většinou napsaný v Common Lispu, umožňoval uživatelům vytvářet si vlastní internetové obchody. V létě 1998 byl Viaweb prodán společnosti Yahoo! za 455 000 akcií Yahoo!, v hodnotě 49,6 milionu dolarů. Po akvizici se produkt stal Yahoo! Store. V Yahoo! pracoval na projektech včetně Yahoo! Store, Yahoo! Shopping a později Yahoo! Groups. 

### Eseje a Y Combinator
V roce 2001 Graham opustil Yahoo!, aby se soustředil na psaní. Začal publikovat eseje na svém webu paulgraham.com. V roce 2005 Graham spolu s Jessicou Livingston, a Grahamovými přáteli Robertem Morrisem a Trevorem Blackwellem, spoluzaložil Y Combinator v Cambridge, Massachusetts, který se poté v roce 2009 přestěhoval do Mountain View, Kalifornie. Y Combinator poskytuje počáteční financování, poradenství a kontakty pro startupy a stal se vysoce úspěšným a známým startupovým akcelerátorem. Grahamova filozofie pro zakládání startupů klade důraz na řešení skutečných problémů, které zakladatelé sami dobře znají. 

## Dílo

### Knihy[14]
- On Lisp: Advanced Techniques for Common Lisp (1993)
- ANSI Common Lisp (1995)
- Hackers & Painters: Big Ideas from the Computer Age (2004)

### Eseje
Graham napsal mnoho esejů, které publikuje na svém webu paulgraham.com. Mezi nejznámější patří:
- "Do Things that Don't Scale" [15]
- "Startup = Growth" [16]
- "Maker's Schedule, Manager's Schedule" [17]